# Гродський Семен Іванович
Семе́н Іва́нович Гродський (або Троцький; ченець Соломон; ? — 7 жовтня 1692) — контраверсійна фігура в українській політиці часів гетьмана Івана Мазепи.

## Життєпис[2]
Народився в Бродах у міщанській родині. За гетьмана Петра Дорошенка його батько переїхав до Чигирина. З 1671 протягом 6 років був при гетьмані Петрові Дорошенку. У 1677 році попав у татарський полон, звідки у 1678 році втік. Після чого жив 2 роки у батька в Полтаві.
У 1680 році розпочав чернече життя провівши півтора року в монастирі в Козельці, що біля Києва. Наступні вісім років провів у Соломонівському монастирі(?), а згодом у Донському.

## Справа Соломона
Історія: 21—23 листопада 1689 року т.з. чернець Соломон прибув до Львова, де зустрівся із єпископом Йосифом Шумлянським, котрий організував йому зустріч з польським королем Яном III Собєським. Соломон прибув нібито з дипломатичною місією від гетьмана Івана Мазепи. Королівський покоєвий Подольський поінформував про цю місію московського резидента стольника Івана Волкова, що прибулець привіз листа від Мазепи, без його підпису, але з його печаткою. Після закінчення місії 22 грудня 1689 року Соломон повернувся в Україну.
19 травня 1690 року у добровільній конфесації, тобто зізнанні Соломона, записаному поляками на вимогу московських урядовців значилося: "Тоді той Самойлович, – свідчив чернець, – з намов Голіцина наказав мені листи придумувати і писати ніби від Мазепи до короля його Величності і до ксьондза Шумлянського, котрі я при ньому писав. Потім дав мені фальшиву печатку, котрою я ті листи скріпляв. Ту ж печатку наказав взяти з собою, аби міг писати нові листи. Усно так сказав мені Самойлович: як тільки отримаєш на ті листи письмову відповідь, то їдь з нею до Голіцина старого, до війська і віддай її у його власні руки, бо цим можна буде взяти Мазепу до столиці як зрадника"
Посольский приказ (Москва) вимагає від поляків видати ченця Соломона для проведення слідства. Польська сторона видала московитам ченця Соломона у квітні 1692 року.
Під тортурами Соломон (Гродський Семен Іванович) показав, що діяв за вказівкою Михайла "Гадяцького" (Самойловича), племінника Івана Самойловича, який хотів кинути гнів царя на гетьмана Івана Мазепу.
У 1692 році Михайла Самойловича за замах на Мазепу вислано до Тобольська.
А Соломона засуджено на смерть. У супроводі царського гінця Язикова прибув до Батурина, де 7 жовтня 1692 року його страчено.

#### Погляди
В історіографії - як українській (Костомаров), так і польській (див.: A. Darowski, Intryga Salomonka — «Szkice historyczne», Seria I, wyd. II, Warszawa, 1901, str. 191-237) - ставляться до Соломона, як до "дрібного авантюриста  на  службі  у  антигетьманського  старшинського угруповання, що діяло в 1689 —1692 роках".
Серед новітніх істориків є такі, що вважають Соломона справжнім посланцем Мазепи.
Є інші "варіації на тему".